# Eleições autárquicas portuguesas de 1979 no distrito de Coimbra
| Eleições autárquicas portuguesas de 1979 Distritos: Aveiro \| Beja \| Braga \| Bragança \| Castelo Branco \| Coimbra \| Évora \| Faro \| Guarda \| Leiria \| Lisboa \| Portalegre \| Porto \| Santarém \| Setúbal \| Viana do Castelo \| Vila Real \| Viseu \| Açores \| Madeira |

## Resultados por concelho
Os resultados nos concelhos do distrito de Coimbra foram os seguintes:

### Arganil
| Partido                 | Partido                 | Votos  | %               | +/-   | Vereadores | +/-     |
| ----------------------- | ----------------------- | ------ | --------------- | ----- | ---------- | ------- |
|                         | Aliança Democrática     | 5 039  | 61,81 / 100,00  | Novo  | 5 / 7      | Novo    |
|                         | Partido Socialista      | 2 425  | 29,74 / 100,00  | 8,97  | 2 / 7      | 1       |
|                         | Aliança Povo Unido      | 343    | 4,21 / 100,00   | 1,09  | 0 / 7      | Estável |
| Votos Inválidos         | Votos Inválidos         | 346    | 4,24 / 100,00   | 2,67  |            |         |
| Total                   | Total                   | 8 153  | 100,00 / 100,00 |       | 7 / 7      |         |
| Eleitorado/Participação | Eleitorado/Participação | 11 723 | 69,55 / 100,00  | 12,68 |            |         |

### Cantanhede
| Partido                 | Partido                   | Votos  | %               | +/-  | Vereadores | +/-     |
| ----------------------- | ------------------------- | ------ | --------------- | ---- | ---------- | ------- |
|                         | Partido Social Democrata  | 9 445  | 53,42 / 100,00  | 3,34 | 4 / 7      | Estável |
|                         | Partido Socialista        | 3 905  | 22,09 / 100,00  | 3,33 | 2 / 7      | Estável |
|                         | Centro Democrático Social | 3 072  | 17,38 / 100,00  | 0,74 | 1 / 7      | Estável |
|                         | Aliança Povo Unido        | 757    | 4,28 / 100,00   | 0,54 | 0 / 7      | Estável |
| Votos Inválidos         | Votos Inválidos           | 501    | 2,84 / 100,00   | 1,28 |            |         |
| Total                   | Total                     | 17 680 | 100,00 / 100,00 |      | 7 / 7      |         |
| Eleitorado/Participação | Eleitorado/Participação   | 27 595 | 64,07 / 100,00  | 6,04 |            |         |

### Coimbra
| Partido                 | Partido                   | Votos  | %               | +/-  | Vereadores | +/-     |
| ----------------------- | ------------------------- | ------ | --------------- | ---- | ---------- | ------- |
|                         | Aliança Democrática       | 28 886 | 43,15 / 100,00  | Novo | 4 / 9      | Novo    |
|                         | Partido Socialista        | 21 361 | 31,91 / 100,00  | 9,14 | 3 / 9      | 2       |
|                         | Aliança Povo Unido        | 12 829 | 19,17 / 100,00  | 4,91 | 2 / 9      | 1       |
|                         | União Democrática Popular | 865    | 1,29 / 100,00   | -    | 0 / 9      | -       |
|                         | PCTP/MRPP                 | 830    | 1,24 / 100,00   | 0,59 | 0 / 9      | Estável |
| Votos Inválidos         | Votos Inválidos           | 2 165  | 3,24 / 100,00   | 3,21 |            |         |
| Total                   | Total                     | 66 936 | 100,00 / 100,00 |      | 9 / 9      |         |
| Eleitorado/Participação | Eleitorado/Participação   | 99 768 | 67,09 / 100,00  | 6,21 |            |         |

### Condeixa-a-Nova
| Partido                 | Partido                   | Votos | %               | +/-   | Vereadores | +/-     |
| ----------------------- | ------------------------- | ----- | --------------- | ----- | ---------- | ------- |
|                         | Partido Socialista        | 3 430 | 47,82 / 100,00  | 5,92  | 3 / 5      | Estável |
|                         | Aliança Democrática       | 2 446 | 34,10 / 100,00  | Novo  | 2 / 5      | Novo    |
|                         | Aliança Povo Unido        | 841   | 11,72 / 100,00  | 0,89  | 0 / 5      | Estável |
|                         | União Democrática Popular | 207   | 2,89 / 100,00   | -     | 0 / 5      | -       |
| Votos Inválidos         | Votos Inválidos           | 249   | 3,47 / 100,00   | 4,81  |            |         |
| Total                   | Total                     | 7 173 | 100,00 / 100,00 |       | 5 / 5      |         |
| Eleitorado/Participação | Eleitorado/Participação   | 9 630 | 74,49 / 100,00  | 14,51 |            |         |

### Figueira da Foz
| Partido                 | Partido                   | Votos  | %               | +/-   | Vereadores | +/-     |
| ----------------------- | ------------------------- | ------ | --------------- | ----- | ---------- | ------- |
|                         | Partido Socialista        | 13 129 | 43,04 / 100,00  | 0,95  | 3 / 7      | 1       |
|                         | Aliança Democrática       | 10 772 | 35,31 / 100,00  | Novo  | 3 / 7      | Novo    |
|                         | Aliança Povo Unido        | 4 658  | 15,27 / 100,00  | 0,16  | 1 / 7      | Estável |
|                         | PCTP/MRPP                 | 481    | 1,58 / 100,00   | -     | 0 / 7      | -       |
|                         | União Democrática Popular | 306    | 1,00 / 100,00   | -     | 0 / 7      | -       |
| Votos Inválidos         | Votos Inválidos           | 1 158  | 3,80 / 100,00   | 3,37  |            |         |
| Total                   | Total                     | 30 504 | 100,00 / 100,00 |       | 7 / 7      |         |
| Eleitorado/Participação | Eleitorado/Participação   | 45 112 | 67,62 / 100,00  | 13,03 |            |         |

### Góis
| Partido                 | Partido                  | Votos | %               | +/-   | Vereadores | +/-     |
| ----------------------- | ------------------------ | ----- | --------------- | ----- | ---------- | ------- |
|                         | Partido Social Democrata | 1 556 | 53,16 / 100,00  | 27,06 | 3 / 5      | 2       |
|                         | Partido Socialista       | 1 049 | 35,84 / 100,00  | 9,82  | 2 / 5      | 1       |
|                         | Aliança Povo Unido       | 170   | 5,81 / 100,00   | 2,69  | 0 / 5      | Estável |
| Votos Inválidos         | Votos Inválidos          | 152   | 5,19 / 100,00   | 2,37  |            |         |
| Total                   | Total                    | 2 927 | 100,00 / 100,00 |       | 5 / 5      |         |
| Eleitorado/Participação | Eleitorado/Participação  | 4 652 | 62,92 / 100,00  | 17,13 |            |         |

### Lousã
| Partido                 | Partido                   | Votos | %               | +/-   | Vereadores | +/-     |
| ----------------------- | ------------------------- | ----- | --------------- | ----- | ---------- | ------- |
|                         | Partido Social Democrata  | 2 458 | 40,88 / 100,00  | 13,86 | 3 / 5      | 2       |
|                         | Partido Socialista        | 2 327 | 38,71 / 100,00  | 3,71  | 2 / 5      | 1       |
|                         | Aliança Povo Unido        | 766   | 12,74 / 100,00  | 5,90  | 0 / 5      | Estável |
|                         | União Democrática Popular | 214   | 3,56 / 100,00   | -     | 0 / 5      | -       |
| Votos Inválidos         | Votos Inválidos           | 247   | 4,11 / 100,00   | 4,33  |            |         |
| Total                   | Total                     | 6 012 | 100,00 / 100,00 |       | 5 / 5      |         |
| Eleitorado/Participação | Eleitorado/Participação   | 9 607 | 62,58 / 100,00  | 7,20  |            |         |

### Mira
| Partido                 | Partido                  | Votos | %               | +/-   | Vereadores | +/-     |
| ----------------------- | ------------------------ | ----- | --------------- | ----- | ---------- | ------- |
|                         | Partido Social Democrata | 4 366 | 68,41 / 100,00  | 19,94 | 4 / 5      | 1       |
|                         | Partido Socialista       | 1 604 | 25,13 / 100,00  | 12,80 | 1 / 5      | 1       |
|                         | Aliança Povo Unido       | 248   | 3,89 / 100,00   | 2,55  | 0 / 5      | Estável |
| Votos Inválidos         | Votos Inválidos          | 164   | 2,57 / 100,00   | 1,48  |            |         |
| Total                   | Total                    | 6 382 | 100,00 / 100,00 |       | 5 / 5      |         |
| Eleitorado/Participação | Eleitorado/Participação  | 9 246 | 69,02 / 100,00  | 13,82 |            |         |

### Miranda do Corvo
| Partido                 | Partido                 | Votos | %               | +/-   | Vereadores | +/-     |
| ----------------------- | ----------------------- | ----- | --------------- | ----- | ---------- | ------- |
|                         | Aliança Democrática     | 2 822 | 53,43 / 100,00  | Novo  | 3 / 5      | Novo    |
|                         | Partido Socialista      | 1 981 | 37,50 / 100,00  | 3,13  | 2 / 5      | Estável |
|                         | Aliança Povo Unido      | 318   | 6,02 / 100,00   | 3,17  | 0 / 5      | Estável |
| Votos Inválidos         | Votos Inválidos         | 161   | 3,05 / 100,00   | 3,06  |            |         |
| Total                   | Total                   | 5 282 | 100,00 / 100,00 |       | 5 / 5      |         |
| Eleitorado/Participação | Eleitorado/Participação | 8 622 | 61,26 / 100,00  | 11,88 |            |         |

### Montemor-o-Velho
| Partido                 | Partido                   | Votos  | %               | +/-   | Vereadores | +/-  |
| ----------------------- | ------------------------- | ------ | --------------- | ----- | ---------- | ---- |
|                         | Partido Socialista        | 4 583  | 39,20 / 100,00  | 6,95  | 3 / 7      | 1    |
|                         | Aliança Democrática       | 4 541  | 38,85 / 100,00  | Novo  | 3 / 7      | Novo |
|                         | Aliança Povo Unido        | 1 629  | 13,93 / 100,00  | 3,50  | 1 / 7      | 1    |
|                         | União Democrática Popular | 414    | 3,54 / 100,00   | -     | 0 / 7      | -    |
| Votos Inválidos         | Votos Inválidos           | 523    | 4,47 / 100,00   | 3,20  |            |      |
| Total                   | Total                     | 8 153  | 100,00 / 100,00 |       | 7 / 7      |      |
| Eleitorado/Participação | Eleitorado/Participação   | 11 723 | 59,42 / 100,00  | 12,48 |            |      |

### Oliveira do Hospital
| Partido                 | Partido                 | Votos  | %               | +/-   | Vereadores | +/-     |
| ----------------------- | ----------------------- | ------ | --------------- | ----- | ---------- | ------- |
|                         | Aliança Democrática     | 7 851  | 66,15 / 100,00  | Novo  | 5 / 7      | Novo    |
|                         | Partido Socialista      | 3 272  | 27,57 / 100,00  | 6,95  | 2 / 7      | 1       |
|                         | Aliança Povo Unido      | 402    | 3,39 / 100,00   | 1,68  | 0 / 7      | Estável |
| Votos Inválidos         | Votos Inválidos         | 343    | 2,89 / 100,00   | 2,23  |            |         |
| Total                   | Total                   | 11 868 | 100,00 / 100,00 |       | 7 / 7      |         |
| Eleitorado/Participação | Eleitorado/Participação | 16 916 | 70,16 / 100,00  | 10,91 |            |         |

### Pampilhosa da Serra
| Partido                 | Partido                  | Votos | %               | +/-   | Vereadores | +/-     |
| ----------------------- | ------------------------ | ----- | --------------- | ----- | ---------- | ------- |
|                         | Partido Social Democrata | 2 934 | 74,89 / 100,00  | 44,08 | 4 / 5      | 2       |
|                         | Partido Socialista       | 625   | 15,95 / 100,00  | 17,75 | 1 / 5      | 1       |
|                         | Aliança Povo Unido       | 193   | 4,93 / 100,00   | 0,25  | 0 / 5      | Estável |
| Votos Inválidos         | Votos Inválidos          | 166   | 4,23 / 100,00   | 3,44  |            |         |
| Total                   | Total                    | 3 918 | 100,00 / 100,00 |       | 5 / 5      |         |
| Eleitorado/Participação | Eleitorado/Participação  | 5 979 | 65,53 / 100,00  | 13,07 |            |         |

### Penacova
| Partido                 | Partido                   | Votos  | %               | +/-   | Vereadores | +/-     |
| ----------------------- | ------------------------- | ------ | --------------- | ----- | ---------- | ------- |
|                         | Partido Social Democrata  | 3 746  | 45,28 / 100,00  | 12,33 | 4 / 7      | 1       |
|                         | Partido Socialista        | 2 660  | 32,15 / 100,00  | 0,80  | 2 / 7      | 1       |
|                         | Centro Democrático Social | 894    | 10,81 / 100,00  | 9,80  | 1 / 7      | Estável |
|                         | Aliança Povo Unido        | 666    | 8,05 / 100,00   | 0,66  | 0 / 7      | Estável |
| Votos Inválidos         | Votos Inválidos           | 346    | 4,24 / 100,00   | 2,67  |            |         |
| Total                   | Total                     | 8 153  | 100,00 / 100,00 |       | 7 / 7      |         |
| Eleitorado/Participação | Eleitorado/Participação   | 11 723 | 67,47 / 100,00  | 15,23 |            |         |

### Penela
| Partido                 | Partido                  | Votos | %               | +/-   | Vereadores | +/-     |
| ----------------------- | ------------------------ | ----- | --------------- | ----- | ---------- | ------- |
|                         | Partido Social Democrata | 2 655 | 62,97 / 100,00  | 8,87  | 4 / 5      | 1       |
|                         | Partido Socialista       | 1 195 | 28,34 / 100,00  | 6,70  | 1 / 5      | 1       |
|                         | Aliança Povo Unido       | 208   | 4,93 / 100,00   | 2,96  | 0 / 5      | Estável |
| Votos Inválidos         | Votos Inválidos          | 158   | 3,75 / 100,00   | 1,89  |            |         |
| Total                   | Total                    | 4 216 | 100,00 / 100,00 |       | 5 / 5      |         |
| Eleitorado/Participação | Eleitorado/Participação  | 6 218 | 67,80 / 100,00  | 12,33 |            |         |

### Soure
| Partido                 | Partido                   | Votos  | %               | +/-   | Vereadores | +/-     |
| ----------------------- | ------------------------- | ------ | --------------- | ----- | ---------- | ------- |
|                         | Partido Socialista        | 6 958  | 61,58 / 100,00  | 8,50  | 5 / 7      | Estável |
|                         | Aliança Democrática       | 2 650  | 23,45 / 100,00  | Novo  | 2 / 7      | Novo    |
|                         | Aliança Povo Unido        | 778    | 6,88 / 100,00   | 1,36  | 0 / 7      | Estável |
|                         | União Democrática Popular | 405    | 3,58 / 100,00   | -     | 0 / 7      | -       |
| Votos Inválidos         | Votos Inválidos           | 509    | 4,50 / 100,00   | 3,57  |            |         |
| Total                   | Total                     | 11 300 | 100,00 / 100,00 |       | 7 / 7      |         |
| Eleitorado/Participação | Eleitorado/Participação   | 17 274 | 65,42 / 100,00  | 14,62 |            |         |

### Tábua
| Partido                 | Partido                   | Votos | %               | +/-   | Vereadores | +/-     |
| ----------------------- | ------------------------- | ----- | --------------- | ----- | ---------- | ------- |
|                         | Partido Social Democrata  | 3 807 | 60,81 / 100,00  | 6,77  | 4 / 5      | 1       |
|                         | Partido Socialista        | 1 143 | 18,26 / 100,00  | -     | 1 / 5      | -       |
|                         | Centro Democrático Social | 768   | 12,27 / 100,00  | 16,22 | 0 / 5      | 2       |
|                         | Aliança Povo Unido        | 237   | 3,79 / 100,00   | 4,93  | 0 / 5      | Estável |
| Votos Inválidos         | Votos Inválidos           | 305   | 4,87 / 100,00   | 3,88  |            |         |
| Total                   | Total                     | 6 260 | 100,00 / 100,00 |       | 5 / 5      |         |
| Eleitorado/Participação | Eleitorado/Participação   | 9 699 | 64,54 / 100,00  | 12,22 |            |         |

### Vila Nova de Poiares
| Partido                 | Partido                   | Votos | %               | +/-   | Vereadores | +/-     |
| ----------------------- | ------------------------- | ----- | --------------- | ----- | ---------- | ------- |
|                         | Partido Social Democrata  | 1 750 | 57,28 / 100,00  | 15,35 | 4 / 5      | 1       |
|                         | Centro Democrático Social | 654   | 21,41 / 100,00  | 10,73 | 1 / 5      | 1       |
|                         | Partido Socialista        | 364   | 11,91 / 100,00  | 21,90 | 0 / 5      | 2       |
|                         | Aliança Povo Unido        | 136   | 4,45 / 100,00   | 2,23  | 0 / 5      | Estável |
| Votos Inválidos         | Votos Inválidos           | 151   | 4,94 / 100,00   | 1,96  |            |         |
| Total                   | Total                     | 3 055 | 100,00 / 100,00 |       | 5 / 5      |         |
| Eleitorado/Participação | Eleitorado/Participação   | 4 799 | 63,66 / 100,00  | 12,97 |            |         |